# Wild Honey Pie
«Wild Honey Pie» és una curta cançó (de només 52 segons) de The Beatles, composta i cantada per Paul McCartney, acreditada a Lennon—McCartney i llançada en l'àlbum de 1968, The Beatles (conegut popularment com a The White Album).

## Gravació
Durant l'enregistrament de l'Àlbum Blanc els Beatles ja acostumaven a treballar per separat. D'altra banda, just acababen de retornar de l'Índia, i l'activitat del grup era tan gran, que era gairebé una necessitat plasmar en sons el resultat de la seva inspiració desbordada pel contacte amb la naturalesa a Rishikesh. Per això, no era res estrany que el quartet ocupés tots i cadascun dels Estudis Abbey Road al mateix temps repartint-se els enginyers de so i acabant per produir ells mateixos els seus enregistraments. Per al d'aquesta cançó, Paul McCartney, després de gravar «Mother Nature's Son» (també sense cap altre Beatle) es va retirar a l'estudi número 3 a gravar per si sol la frenètica melodia del tema, que pretenia reflectir l'ambient d'una tribu d'indis ballant al voltant d'un foc. És un exemple del gust de McCartney per interpretar tots els instruments més que una gran peça compositiva.

McCartney va dir de la cançó: 
Estàvem en una mode experimental i, per la qual cosa em vaig dir, "Puc solament fer alguna cosa?" Jo vaig començar amb la guitarra i es va produir un so a la sala de control o tal vegada a la petita habitació del costat, que em va agradar i ho deixem així. És molt casolà, no va ser una gran producció en general.
La cançó podria haver estat exclosa de l'àlbum, però gràcies a Pattie Boyd no va ser així, ja que com va dir McCartney: 
Li agradava molt, així que decidim deixar-la en l'àlbum.

## Personal
- Paul McCartney: Veus, guitarra acústica (Martin D.28), bateria (Ludwig Super Classic).

Personal per Ian MacDonald.